# 정끝별
정끝별(鄭끝별, 1964년 11월 28일~)은 대한민국의 시인이자, 문학평론가, 교수이다. 1988년에 문학사상 신인발굴 시부문에서 《칼레의 바다》 외 6편의 시가 당선되어 등단하게 되었다. 1994년에 동아일보 신춘문예 평론부문에 당선된 후 문학평론 활동을 하고 있으며, 이화여자대학교 국어국문과 교수로 재직 중이다.

## 수상 내역
- 2008년: 제23회 소월시문학상 대상
- 2021년: 제22회 현대시작품상